# Maria Sveland

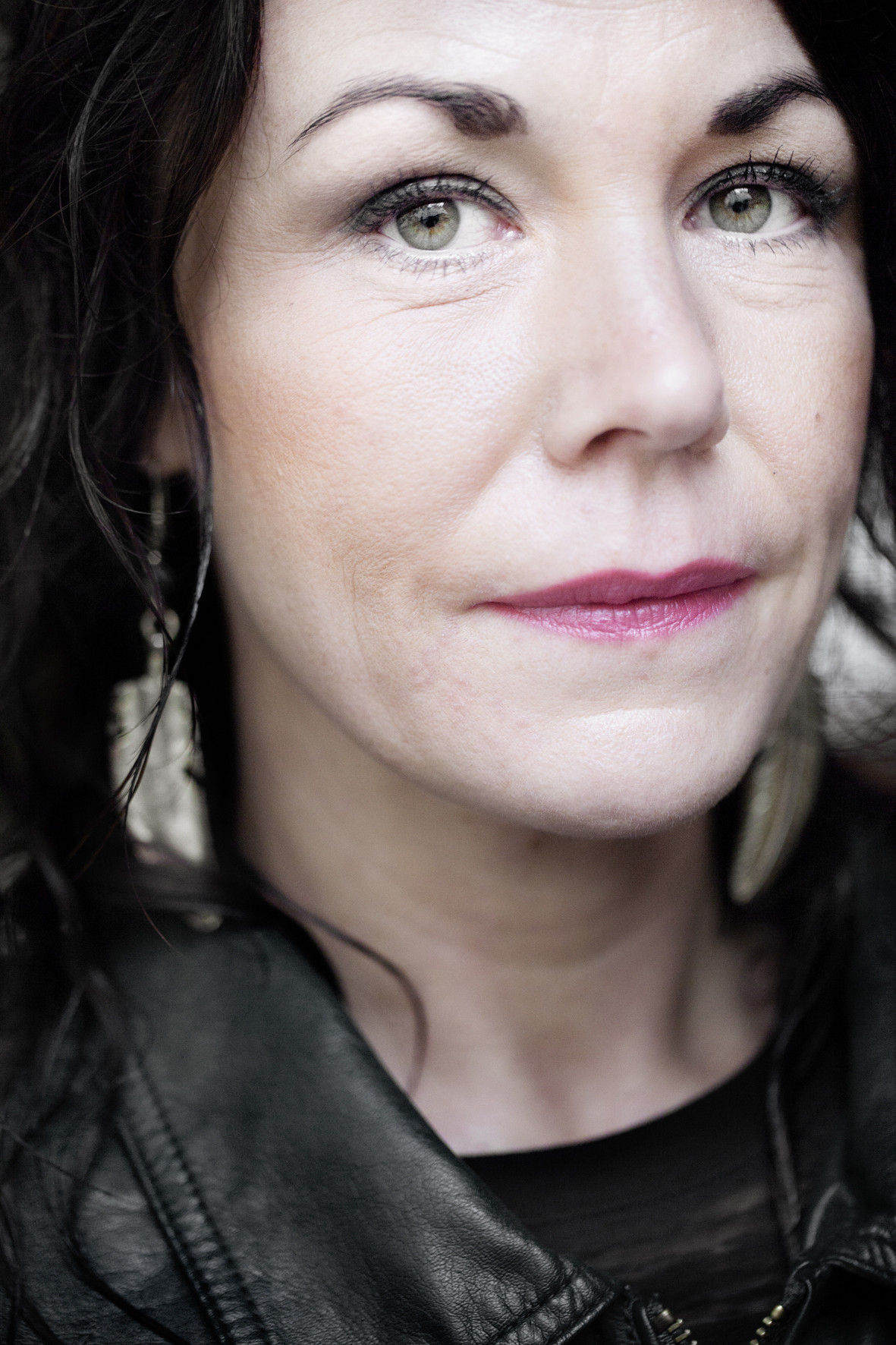
Maria Sveland (2013)

Maria Karolina Sveland (geb. 26. November 1974 in Örebro, Schweden) ist eine schwedische Fernseh- und Hörfunkjournalistin und Schriftstellerin. Sie erlangte mit ihrem ersten Roman Bitterfotze (orig. Bitterfittan, 2007), in dem sie die Ungleichheit zwischen den Geschlechtern anprangert und einen neuen Feminismus propagiert, internationale Bekanntheit.

## Leben und Schaffen
Maria Sveland wuchs im schwedischen Örebro auf. Sie absolvierte ein Studium am Institut für Film- und Fernsehwissenschaften in Stockholm und ist seither als Fernseh- und Hörfunkjournalistin tätig. Sie hat mehrere preisgekrönte Programme für das schwedische Radio und Fernsehen produziert und erhielt 2003 für ihren Dokumentarfilm Som en hora (dt. Wie eine Hure) den Ikaros-Preis (Ikarospriset).
Sveland debütierte 2007 mit ihrem Roman Bitterfittan als Autorin. Der Roman erregte großes Aufsehen, stand wochenlang auf den Bestsellerlisten und wurde in zahlreiche Sprachen übersetzt, unter anderem ins Dänische, Deutsche, Englische, Niederländische, Norwegische und Tschechische. Er wurde auch in mehreren Versionen dramatisiert und unter anderem im Uppsala City Theatre, im Stockholm City Theatre und im Västerbottensteatern gespielt, tourte mit dem Schwedischen Nationaltheater und war als Radiotheater im schwedischen Radio zu hören. 2009 erschien die deutsche Übersetzung von Regine Elsässer unter dem Titel Bitterfotze beim Verlag Kiepenheuer & Witsch. Noch im selben Jahr folgte eine Hörbuchfassung, die von der deutschen Schauspielerin Tanja Fornaro gelesen wurde. Auch im deutschsprachigen Raum wurde der Roman ein Bestseller und in den Feuilletons kontrovers diskutiert: als modernisierter „feministische[r] Entwicklungsroman“ (taz) und „Gleichberechtigung reloaded“ (SZ), aber auch als schwer bekömmliche „Klageschrift“ (FAZ). Nach ihrem Debüt erschienen mit Häschen in der Grube (2013) und Immer noch Bitterfotze (2019) noch zwei weitere Romane Svelands auf Deutsch.
Seit 2007 verbindet Sveland ihre schriftstellerische Tätigkeit auch mit Vorträgen an Universitäten, Hochschulen und Bibliotheken, auf Konferenzen, Literaturfestivals und anderen Arten von kulturellen Veranstaltungen. Dabei stehen jene Themen, die sie auch in ihren Büchern aufgreift, im Fokus; unter anderem Feminismus und Geschlechtergerechtigkeit, die Rolle der Frau, Mutterschaftsmythen, Sexualität, Klasse und Rassismus.
Maria Sveland ist verheiratet und hat zwei Söhne.

## Auszeichnungen
- 2003: Ikaros-Preis für den Dokumentarfilm Som en hora (dt. Wie eine Hure) (SR, P1)
- 2011: Auszeichnung ihres Buches Att springa im Rahmen der Frauenaktion des Jahres 2010 (Årets kvinnogärning) der Organisation Riksorganisationen för kvinnojourer och tjejjourer i Sverige (Roks)

## Werke

### Romane
- Bitterfittan. Norstedt, Stockholm 2007, ISBN 978-91-1-301658-0.
  - Dt. Übersetzung: Bitterfotze. Aus dem Schwedischen übersetzt von Regine Elsässer. Kiepenheuer & Witsch, Köln 2009, ISBN 978-3-462-04083-8.
- Att springa. Norstedt, Stockholm 2010, ISBN 978-91-1-302830-9.
  - Dt. Übersetzung: Häschen in der Grube. Aus dem Schwedischen übersetzt von Regine Elsässer. Kiepenheuer & Witsch, Köln 2013, ISBN 978-3-462-04446-1.
- Systrar & bröder. Norstedts, Stockholm 2013, ISBN 978-91-1-304478-1.
- Befrielsen. Leopard, Stockholm 2015, ISBN 978-91-7343-554-3.
- Bitterfittan 2. Leopard, Stockholm 2017, ISBN 978-91-7343-642-7.
  - Dt. Übersetzung: Immer noch Bitterfotze. Aus dem Schwedischen übersetzt von Regine Elsässer. Kiepenheuer & Witsch, Köln 2019, ISBN 978-3-462-05200-8.
- Gråleken. HarperCollinsNordic, Stockholm 2019, ISBN 978-91-509-4169-2.

### Beiträge in Erzählbänden
- Birgitta Stenberg u. a.: Min mormors historia. Forum, Stockholm 2009, ISBN 978-91-37-13383-6.
- Maria Sveland, Katarina Wennstam (Hrsg.): Happy, happy: en bok om skilsmässa. Atlas, Stockholm 2011, ISBN 978-91-7389-391-6.

### Sachbuch
- Hatet: en bok om antifeminism. Leopard, Stockholm 2013, ISBN 978-91-7343-466-9.

### Hörbuch
- Bitterfotze. 6 CDs mit 423 Minuten Laufzeit. Ungekürzt gelesen von Tanja Fornaro. Lauscherlounge Records, Berlin 2009, ISBN 978-3-7857-4249-5.